# Les Lanternes rouges
Pour plus de détails, voir Fiche technique et Distribution.
Les Lanternes rouges (Tα κόκκινα φανάρια, Ta kokkina fanaria) est un film grec de Vasilis Georgiadis réalisé en 1963. Il fut nommé pour l'oscar du meilleur film en langue étrangère et participa au Festival de Cannes 1964.

## Synopsis
Quatre prostituées dans un bordel du Pirée rêvent de s'en sortir. La première doit épouser un capitaine qui meurt en mer ; la seconde est amoureuse, sans espoir, d'un jeune homme ; la troisième est amoureuse de son souteneur ; la quatrième, d'origine roumaine et noble, est la seule à réussir à atteindre son but.

## Fiche technique
- Titre français : Les Lanternes rouges
- Titre belge : La Fille du pirée
- Titre original : Tα κόκκινα φανάρια, Ta kokkina fanaria
- Réalisation : Vasilis Georgiadis
- Scénario : Alekos Galanos d'après sa pièce
- Producteurs : Theophanis A. Damaskinos et Victor G. Michaelides
- Musique : Stavros Xarhakos
- Noir et blanc, mono
- Genre : Drame
- Pays : Grèce
- Durée : 132 minutes
- Date de sortie : 1963

## Distribution
- Jenny Karezi : Eleni
- Mairi Hronopoulou (el) : Mary
- Dimitris Papamichael : Petros
- Giorgos Foundas : Mihalios
- Manos Katrakis : Kapetan Nikolas
- Faidon Georgitsis (el) : Angelos
- Despo Diamantidou : Madame Pari
- Eleni Anoussaki (el) : Myrsine
- Katerina Helmi (el) : Marina Georgiadou
- Iro Kyriakaki (el) : Katerina
- Notis Peryalis (el) : vieil homme